# Gregale (vânt)

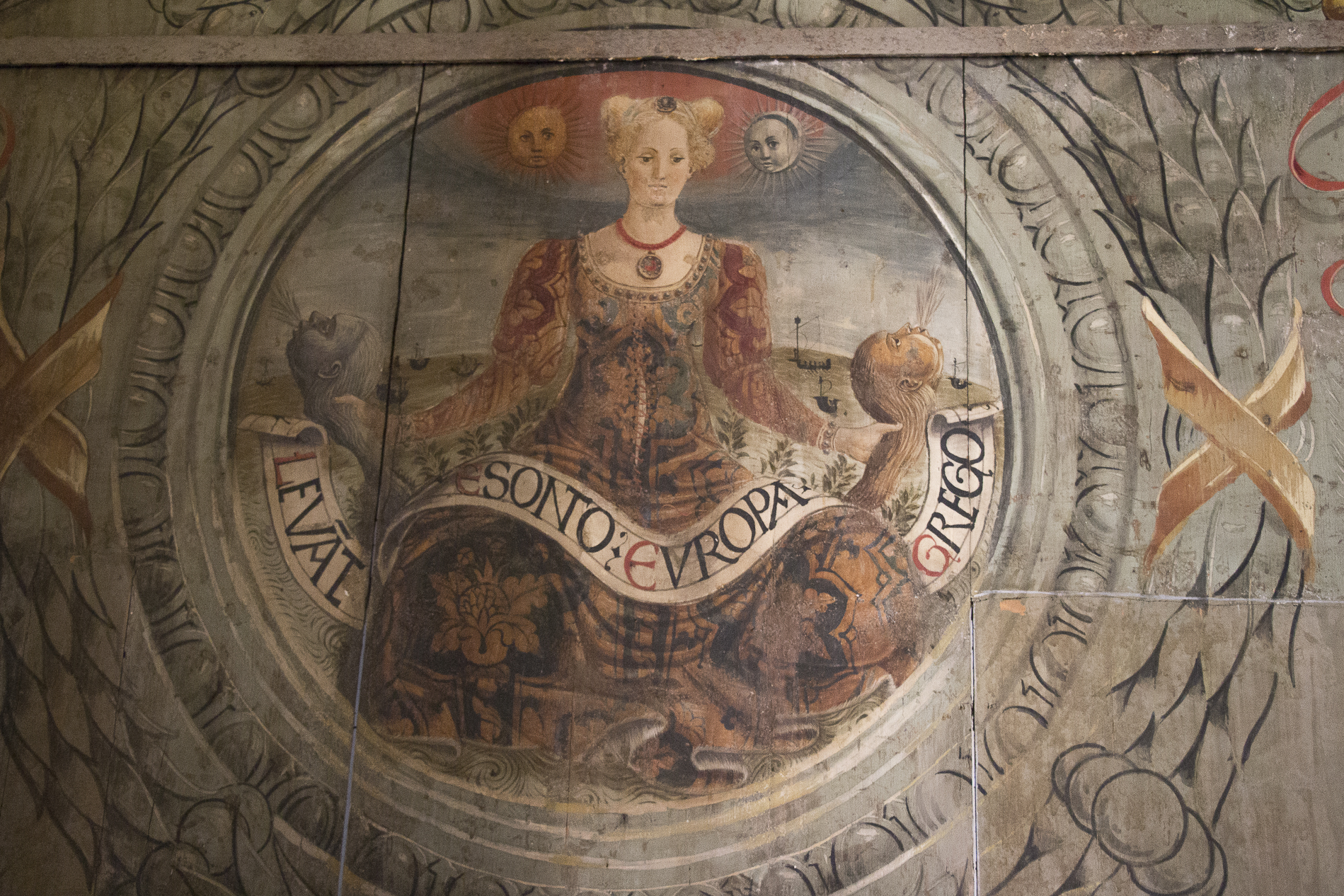
Alegoria lui Gregale (dreapta) - Casa Romei (Ferrara)

Gregale este un vânt răcoros dinspre nord-est, care rareori depășește mai mult de 5 până la 6 metri pe secundă și care suflă în principal în centrul Mediteranei iarna, când o depresiune atmosferică se află la sud de Malta.
Atinge în special insulele din Corsica până în Malta. Numele italian „Grecale” poate fi tradus vag ca „vânt grecesc” și amintește faptul că vântul începe pe insula ionică Zakynthos din Grecia. În estul Mediteranei, un vânt similar este cunoscut sub numele de Euroclydon.